# Riekoperla tuberculata
Riekoperla tuberculata är en bäcksländeart som beskrevs av Mclellan 1971. Riekoperla tuberculata ingår i släktet Riekoperla och familjen Gripopterygidae. Inga underarter finns listade i Catalogue of Life.